# Лука Вушковић
Лука Вушковић (Сплит, 24. фебруар 2007) је хрватски фудбалер који тренутно наступа за Радомјак из Радома. Игра на позицији одбрамбеног играча.

## Успеси
Хајдук Сплит
- Куп Хрватске  (1) : 2022/23.[5]
- Суперкуп Хрватске: (финале: 2023)[6]